# Cônego (Nova Friburgo)
Cônego é um bairro nobre da Zona Sul da cidade de Nova Friburgo, estado do Rio de Janeiro, próximo ao bairro do olaria.
Bairro criado pelo Projeto de Lei 4.488/09, que oficializou os nomes dos bairros de Nova Friburgo do 1º e 6º distritos. O projeto foi sancionado pelo prefeito Heródoto Bento de Mello e tornou-se a Lei Municipal número 3.792/09.
É considerado um bairro tranquilo, que não foi afetado pelos desastres naturais ocorridos na Região Serrana em 2011. Apontada por muitos como a "Lapa friburguense", a Rua Deolinda Thurler é repleta de bares e restaurantes, sendo um dos principais pontos gastronômicos da cidade.  